# Charly Summer
Charly Summer, née le 21 mai 1996, est une actrice pornographique américaine. Elle a commencé sa carrière dans l’industrie pour adulte en 2020, après avoir signé avec l'agence Motley Models en octobre de la même année. Cependant, ses premiers pas dans l'univers du contenu pour adultes remontent à 2019, lorsqu'elle a commencé à partager des photos suggestives sur Reddit et à créer des vidéos personnalisées pour ses fans.

## Biographie

### Jeunesse
Née à Boca Raton, elle est issue d'une famille aisée conservatrice de Palm Beach et a grandi entre la Floride et la Caroline du Nord. Enfant, elle pratique la gymnastique et l’équitation qui est sa passion. Le soin, le travail avec les chevaux et son passé de cavalière compétitive lui a inculqué discipline et persévérance, des qualités qui l’aident aujourd’hui à naviguer dans un milieu exigeant.
Après des études secondaires, cherchant un métier alliant créativité et indépendance elle s’oriente vers la cosmétologie en s’inscrivant à une école de cosmétique à Orlando. Ces expériences variées, combinées à son intuition, l’ont préparée à affronter les défis d’une carrière dans l’industrie du divertissement.
Avant de percer, elle a travaillé à des jobs modestes comme vendre des noisettes grillées au centre commercial, plier des vêtements chez Hollister ou serveuse dans un restaurant. Ces expériences lui ont appris l'humilité et l'importance de l'effort.

## Carrière

### Des débuts inattendus sur Reddit
Tout a commencé presque comme un jeu, lorsqu’en 2019, Charly Summer et son compagnon de l’époque décident de publier des photos suggestives sur Reddit, sous le pseudonyme « kittytinyfeets ». Elle explique avoir fait ça « juste pour rire », évoquant l’excitation légère de partager des clichés coquins. Mais l’engouement ne tarde pas à grandir. Les utilisateurs de la plateforme, séduits par ses poses naturelles et son charme atypique, affluent pour voter et commenter ses publications.
Le tournant survient en mars 2019 avec un cliché audacieux intitulé « I may not be a Top Chef but I’d look good on top of one ». La photo, où Charly pose nue dans une cuisine, explose littéralement sur Reddit, atteignant la page d’accueil du site avec plus de 17 000 votes positifs. Cette popularité soudaine fait basculer ce qui n’était au départ qu’un jeu en un véritable phénomène viral.
Charly Summer raconte : « Avant, c’était juste un délire entre nous, mais tout a changé quand des gens que je connaissais ont vu la photo. Même mon frère m’en a parlé ! ». Confrontée à cette reconnaissance inattendue, elle réalise l’ampleur de son impact et commence à envisager un futur dans le monde du contenu pour adultes.
L’engouement des internautes ne faiblit pas. Encouragée par les messages et les demandes de fans, Charly se met à créer des vidéos personnalisées qu’elle vend directement, tout en continuant à partager des clichés sur Reddit. Ce succès numérique devient pour elle un tremplin, marquant le début d’une transition réfléchie vers une carrière professionnelle dans l’industrie adulte.

### Transition vers le cinéma adulte

Logo de Reddit

Après avoir attiré l’attention sur Reddit grâce à ses photos virales, elle décide d’explorer davantage le potentiel de cette nouvelle notoriété. Dans un premier temps, elle se concentre sur la création de vidéos personnalisées, répondant directement aux demandes de ses fans. Ce contenu, vendu via des plateformes comme ManyVids, devient un tremplin pour diversifier son expérience.
C’est ensuite dans le camming qu’elle s’illustre, collaborant avec des performers expérimentés comme Jack & Jill, reconnus sur Chaturbate. Lors de cette collaboration, elle réalise ses premières scènes impliquant d’autres partenaires, marquant un tournant décisif dans sa carrière. Le succès de ces vidéos confirme son potentiel et la pousse à envisager un avenir dans l’industrie adulte à plus grande échelle.
En janvier 2020, Charly Summers fait ses premiers pas dans l'industrie professionnelle en assistant à l'AVN Adult Entertainment Expo de Las Vegas, un événement phare du milieu. Ce salon, connu pour rassembler les plus grands noms du cinéma pour adultes, est une plateforme incontournable pour les nouveaux talents cherchant à se faire remarquer. À cette époque, Charly n'était encore qu'une cammeuse populaire, reconnue pour ses vidéos personnalisées et ses performances en live. Cependant, sa présence à cet événement marque un tournant décisif.
Au cours de l'Expo, elle attire l’attention de plusieurs acteurs clés du secteur grâce à sa personnalité dynamique et à sa capacité à interagir avec les fans et les professionnels. Bien qu'elle n'y soit pas en tant que performeuse officielle, cet événement lui permet de nouer des contacts précieux et d’avoir un aperçu direct de ce qu’implique une carrière dans le cinéma adulte à grande échelle. En particulier, cet AVN Expo est le dernier avant la pandémie mondiale qui mettra l’industrie en pause quelques mois plus tard, rendant sa participation encore plus symbolique. Pour professionnaliser son activité et accéder à des opportunités plus prestigieuses, Charly choisit de rejoindre l’agence Motley Models de Dave Rock au mois d’octobre, agence réputée pour son sérieux et son éthique dans l'industrie,. Ce choix stratégique, mûrement réfléchi, lui permet de collaborer avec des studios renommés et de bénéficier d’un encadrement adapté à son ambition. Grâce à cette structure, elle franchit un cap important et commence à bâtir une carrière solide.
Cette transition progressive illustre la détermination de Charly à avancer pas à pas, tout en explorant pleinement son potentiel. Sa démarche, marquée par un mélange de curiosité et de pragmatisme, montre qu’elle envisage cette carrière non pas comme une finalité, mais comme un chemin vers l’accomplissement de ses objectifs.

### Débuts prometteurs dans l’industrie professionnelle
Après avoir signé avec Motley Models en octobre 2020, Charly Summer se lance rapidement dans l’industrie du cinéma adulte avec une série de performances remarquées. Grâce à son apparence sophistiquée, mêlant beauté classique et énergie effervescente, elle attire l’attention des studios et des réalisateurs dès ses premières scènes. Sa collaboration avec des figures emblématiques du secteur, comme le réalisateur Jules Jordan, marque un tournant dans sa jeune carrière.
Avec des scènes exigeantes mettant en valeur sa passion et sa capacité à repousser ses limites, elle démontre rapidement qu’elle est bien plus qu’un simple nouveau visage. Que ce soit dans des productions au format traditionnel ou dans des expériences immersives comme la réalité virtuelle, elle impressionne par son professionnalisme et son engagement, s’attirant des retours enthousiastes de ses partenaires et des équipes de tournage.
En seulement quelques mois, Charly commence à collaborer avec des plateformes de renom, comme Adult Time, Naughty America, Nubiles et Blacked.com. Elle explore aussi de nouveaux registres, comme les scènes en trio, tout en choisissant soigneusement ses projets pour gérer sa progression dans le métier.
Ces débuts prometteurs reflètent une ascension fulgurante, portée par une attitude positive et un désir sincère d’exceller dans son domaine. Cette approche mesurée lui permet non seulement de s’imposer comme une étoile montante de l’industrie adulte, mais aussi de construire une carrière sur des bases solides.

### Confirmation

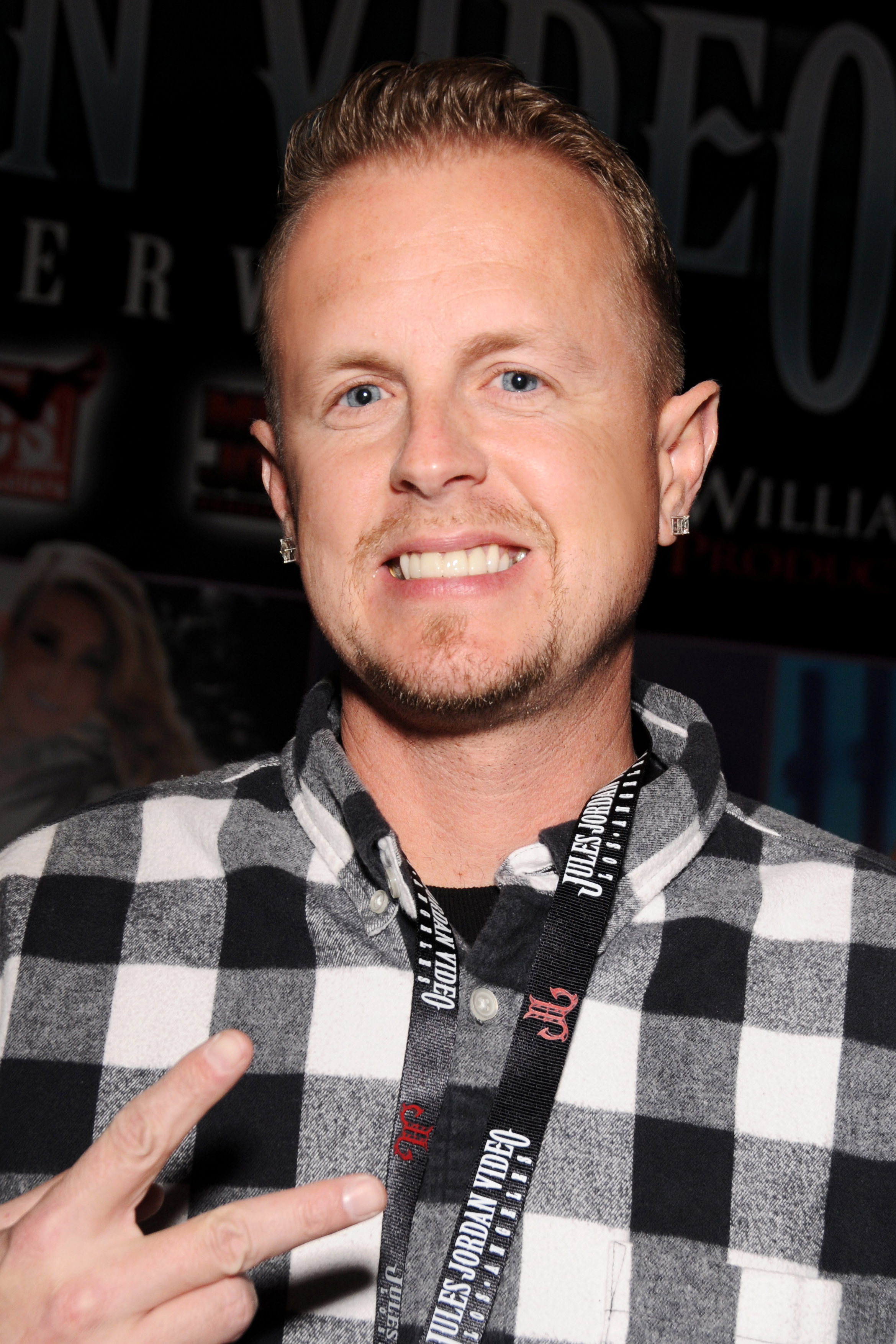
Jules Jordan, un des réalisateurs avec lequel Charly Summer a travaillé.

Charly Summer déclare n'avoir jamais hésité à relever des défis, tant dans sa vie personnelle que professionnelle. Cette approche a été particulièrement évidente lors de l'une de ses expériences les plus marquantes sur un tournage : sa première scène de gang bang. Ce moment a constitué le point culminant de sa quatrième scène dans son showcase Ultimate Fuck Toy: Charly Summer, produit par Jules Jordan. Cette production a marqué un tournant dans sa carrière, où elle a abordé la scène avec une grande confiance. Avant même de commencer, Charly avait pris la décision que ce serait une « expérience incroyable ». Une fois cette décision prise, elle se sentit calme et prête à affronter le défi. Sur le plateau, elle a fait face à une scène intense aux côtés de partenaires comme Rob Piper, Jax Slayher, Mazee the Goat, Isiah Maxwell et Jack Blaque, où elle a même réalisé une double-anal pour la première fois, une étape marquante seulement six mois après sa première expérience dans le genre anal.
Ce tournant dans sa carrière s’inscrit dans une trajectoire où tout semble s’accélérer pour Charly. Elle a rapidement appris à naviguer dans l’industrie, portée par sa détermination et son désir de se surpasser. Elle a toujours eu un sentiment de rapidité dans sa vie, accomplissant les choses vite, ce qu’elle associe à sa nature extrême et à son approche du travail, qu’elle décrit presque comme un sport.
Son évolution dans l’industrie du divertissement adulte a été façonnée par une confiance grandissante en elle-même. Elle a acquis une certitude nouvelle. Elle déclare « Avant, je voulais réussir, mais je ne savais pas si je le pouvais. Maintenant, je sais que je peux ». Cette confiance se reflète dans sa capacité à dépasser les attentes, comme l’a remarqué Jules Jordan, qui la qualifie de « super-athlète du porno », impressionné par son énergie brute et sa volonté de se donner à fond dans chaque scène. Son showcase Ultimate Fuck Toy comprend également des scènes mémorables, dont sa première double pénétration avec Rob Piper et Jax Slayher. Travailler avec Jules Jordan est considéré comme un aspect important de son parcours. Charly apprécie l'atmosphère chaleureuse et professionnelle sur son plateau, les considérant comme l'une des meilleures équipes avec lesquelles elle ait travaillé. Cette collaboration ne se limite pas à l’aspect technique, car l’aspect artistique a également joué un rôle clé : Jordan a fait appel à l’artiste spécialisé dans le hentai Penerotic pour créer des comics érotiques accompagnant chaque scène du showcase, apportant une touche unique à l’ensemble, presque comme un hommage au super-héros sexuel,.

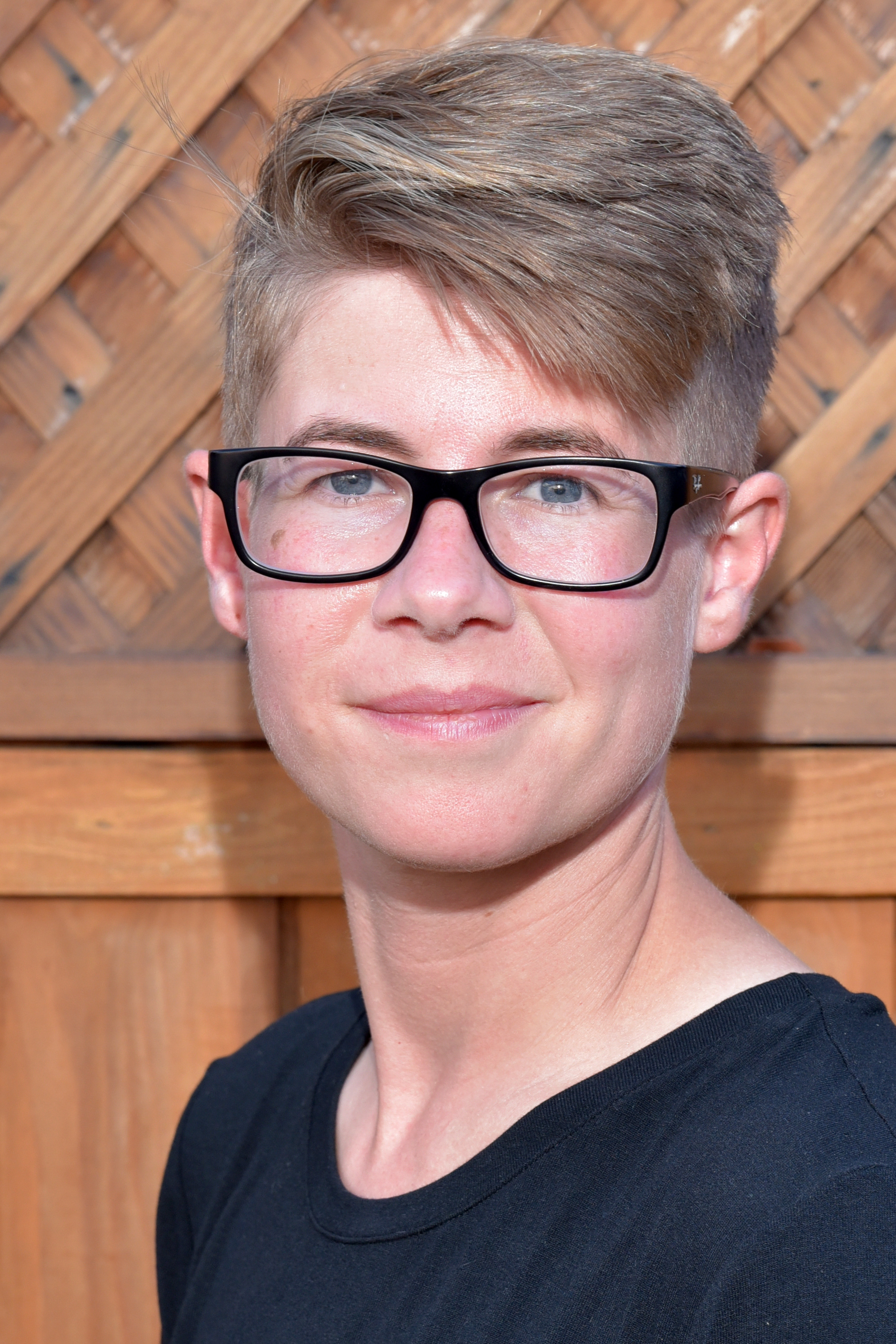
La réalisatrice Bree Mills.

En plus de ses performances marquantes dans des scènes plus intenses, Charly Summer a également fait sa place dans des productions plus intimistes, notamment avec la série We Like Girls de Girlsway. Dans un épisode particulièrement apprécié, Charly a partagé l'écran avec Kylie Rocket dans une production de Bree Mills, qui se distingue par son approche documentaire. Le concept de la série repose sur des expériences authentiques et spontanées entre les actrices, mettant en avant des relations réelles et des connexions sincères. Ce tournage a marqué une autre étape dans la carrière de Charly en montrant une facette plus douce et personnelle de sa personnalité, contrastant avec ses scènes plus audacieuses. Charly a exprimé sa satisfaction d’avoir collaboré avec Kylie Rocket, soulignant leur amitié et leur chimie naturelle. L’épisode a permis de mettre en lumière non seulement l’alchimie entre les deux partenaires, mais aussi la complicité qui se développe derrière les caméras. Bree Mills, la créatrice de la série, a salué le travail de Charly, la qualifiant de performeuse enthousiaste et talentueuse, tout en soulignant l’importance de cette dynamique amicale dans la réussite de la scène. La série, qui se distingue par son format sans script et sans direction excessive, favorise une atmosphère détendue où les actrices peuvent laisser libre cours à leur spontanéité et à leur excitation naturelle, ce qui a permis à Charly et Kylie de briller à l'écran,. Elle remporte une première récompense dans le cadre des XBIZ Awards 2022 qu’elle partage avec plusieurs autres interprètes, à savoir le Gonzo Movie of the Year pour le film Hot Girl Summer de Jules Jordan Video.
En janvier 2023, sa carrière prend un nouveau tournant lorsqu’elle remporte le très convoité AVN Award de la meilleure nouvelle starlette lors de la 40e cérémonie des AVN Awards. Ce fut un moment marquant, d’autant plus qu’elle est devenue la première à recevoir cette distinction en mains propres lors d’une cérémonie depuis la pandémie. Elle a également remporté deux autres prix lors de la cérémonie : Best Star Showcase pour sa performance dans Ultimate Fuck Toy et Best Virtual Reality Sex Scene pour sa scène avec 14 autres filles. Ce succès a marqué un tournant important dans sa carrière, qui consolide son statut de star montante dans l’industrie,.

### Reconnaissance
À l’instar d’Emily Willis qui a également connu une ascension fulgurante dans l’industrie dès ses débuts, Charly Summer se fait une place importante dans l'industrie du film pour adultes malgré son jeune âge. En quelques années seulement, elle se distingue par son professionnalisme, sa polyvalence et sa capacité à livrer des performances qui captivent tant les spectateurs que ses pairs. Son parcours témoigne d'une ascension rapide, marquée par des distinctions comme l'AVN Award de la meilleure nouvelle starlette en 2023, ainsi que des collaborations avec des réalisateurs et des studios prestigieux. Sa reconnaissance dans l'industrie, bien que rapide, repose sur une éthique de travail rigoureuse et une attention constante à la qualité de ses performances. Ces éléments font d'elle une figure montante respectée dans un milieu où la concurrence est féroce et l'évolution rapide,,.

## Approche professionnelle et image
Inspirée par des figures telles que Kim Kardashian, qu’elle admire pour son pouvoir d’influence, Charly aborde cette industrie avec un mélange de curiosité, de professionnalisme et d’éthique de travail rigoureuse. Charly Summer cultive toujours une forte éthique de travail, influencée par son passé dans des sports de compétition comme l’équitation et la gymnastique. Elle évoque sa nature compétitive, précisant qu'elle n'est pas seulement en compétition avec les autres, mais surtout avec elle-même. Cela se reflète dans sa volonté de toujours se surpasser dans ses performances et dans sa manière de traiter le travail comme une véritable entreprise.
Un élément clé de sa réussite est son mentorat avec le réalisateur Chef, un réalisateur et producteur dans l'industrie du film pour adultes, qui a joué un rôle crucial dans son développement professionnel. Chef l'a aidée à perfectionner ses performances en l'encourageant à étudier les scènes et à comprendre les aspects techniques du métier. Leur relation a été fondamentale dans sa transformation d’une simple performeuse à une véritable « porn star ». Ce processus d’apprentissage et de perfectionnement a permis à Charly Summer d’aller au-delà de la simple exécution des scènes, en y ajoutant une dimension artistique.
Summer est également reconnue pour sa capacité à s’adapter à une large gamme de genres et de scènes, montrant une grande polyvalence. Elle a accepté des rôles dans des performances plus audacieuses, y compris des scènes impliquant des pratiques comme la double pénétration ou l'anal, montrant ainsi un engagement physique et une disponibilité qui la rendent populaire dans des productions plus hardcore. Elle est souvent choisie pour des scènes où l’intensité et la passion sont des éléments clés. Ses performances ne se contentent pas de remplir un rôle, elles se caractérisent par une énergie et une physicalité palpables, et elle est connue pour être prête à prendre des risques dans ses choix de scènes,.
Elle prend également son image et ses performances très au sérieux, ce qui inclut une préparation physique rigoureuse. Son agence souligne l'importance de son entraînement et de sa discipline pour garantir qu’elle soit en forme et prête à donner le meilleur d’elle-même à chaque tournage. Cette approche professionnelle et son attention aux détails dans ses scènes lui ont permis notamment de se distinguer. Lors de la 40e cérémonie des AVN Awards, Charly Summer a attiré l'attention non seulement pour sa victoire mais aussi pour son look audacieux, conçu par l'artiste Nusi Quero. Elle a insisté pour porter une tenue en cristal, un choix qui a ajouté une dimension visuelle marquante à son apparition. Bien que l’outfit ait été inconfortable, elle l’a portée, dit-elle, fièrement,.
En janvier 2024, Charly Summer a été annoncée par la marque Doc Johnson comme faisant partie des lignes « Main Squeeze » et « Signature Strokers » qui produiront des sex-toys à son éffigie. Cela représente une collaboration importante entre la marque et la star du porno, renforçant sa position dans l'industrie du divertissement pour adultes.

## Projets non pornographique
En plus de sa carrière dans le domaine du divertissement pour adultes, Charly Summer a élargi son horizon en participant à la série The Idol, créée par Sam Levinson pour HBO. Ce rôle dans une série très attendue montre sa volonté d’explorer différentes facettes de sa carrière, allant au-delà de la pornographie pour embrasser des projets plus traditionnels. Son expérience de travail avec de grands noms, tels que Lily-Rose Depp et Abel Tesfaye, a contribué à être un moment marquant de sa carrière.

## Récompenses

### XBIZ Awards
2022 :
- Gonzo Movie of the Year

### AVN Awards
2023 :
- Award de la meilleure nouvelle starlette
- Best Star Showcase
- Best Virtual Reality Sex Scene